# Vladimir Tjelomej
Vladimir Nikolajevitj Tjelomej ((russisk): Влади́мир Никола́евич Челоме́й) (født 30. juni 1914, død 8. december 1984) var en sovjetisk raketkonstruktør. Han forskede i krydsermissiler under 2. verdenskrig men blev forbigået da forsvarsministeren overførte opgaven til sin bror Artem Mikojan (fra MiG-jagerne). Tjelomej forsøgte at få alle ressourcerne til at sende kosmonauter til Månen overført til sit forslag ved at ansætte Nikita Khrusjtjovs søn Sergej Khrusjtjov. Da Khrusjtjov blev afsat ville forsvarsordføreren Dmitrij Ustinov nedlægge alle projekter Khrusjtjov havde støttet – det ramte Vladimir Tjelomej hårdt.

## Design
- P-5 Pjatjorka jetdrevet sømålsmissil.
  - NATO-rapporteringsnavn Shaddock, pentagonkode SS-N-3.
- UR-100 ICBM.
  - NATO-rapporteringsnavn Sego, pentagonkode SS-11.
- UR-500 Proton to-firetrins løfteraket.
  - Oprindeligt udviklet til at sende to kosmonauter rundt om Månen.
- Poljot 1 og 2, jagtsatellitter.
- Almaz militære Saljutrumstationer (Saljut 2, 3 og 5).
- TKS-rumfartøjer, bemandede fartøjer til Saljut.
  - Opgivet men videreudviklet til Mirs moduler og Zarja til ISS.

| Rumfart | Spire Denne artikel om rumfart er en spire som bør udbygges. Du er velkommen til at hjælpe Wikipedia ved at udvide den. |

1. ↑  Navnet er anført på bokmål og stammer fra Wikidata hvor navnet endnu ikke findes på dansk.
2. ↑  Navnet er anført på bokmål og stammer fra Wikidata hvor navnet endnu ikke findes på dansk.